# 889. grenadirski polk (Wehrmacht)
889. grenadirski polk (izvirno nemško 889. Grenadier-Regiment; kratica 889. GR) je bil pehotni polk Heera v času druge svetovne vojne.

## Zgodovina
Polk je bil ustanovljen 1. marca 1943 kot okrepljeni grenadirski polk. Aprila istega leta je bil uporabljen za ustanovitev 100. lovske divizije.